# Ivaí
Ivaí ist ein brasilianisches Munizip in der Mitte des Bundesstaats Paraná. Es hat xxx Einwohner (2022), die sich Ivaienser nennen. Seine Fläche beträgt 608 km². Es liegt 782 Meter über dem Meeresspiegel.

## Etymologie
Der Name stammt von dem Fluss Ivaí. Sein Ursprung liegt in der Tupi-Guarani-Sprache der indigenen Bevölkerung. In Tupí ist es die Aneinanderreihung von ybá = Frucht und y = Fluss. In Guaraní bedeutet es ebenso Fluss der Blume oder Fluss der schönen Frucht.

## Geschichte

### Quilombos im 18. Jahrhundert
Mit der Konsolidierung der brasilianischen Besiedlung in der Region bildeten sich Siedlungskerne, aus denen die Gemeinde Ivaí entstand. Unter diesen Kernen ragen São Roque und Rio do Meio heraus, die als Quilombos (Niederlassung geflohener schwarzer Sklaven) gegründet wurden. Diese Bevölkerungsgruppen kamen mit Tropeiros (Maultiertreiber, die Handelszüge zwischen Rio Grande do Sul und São Paulo führten) in die Region und erreichten den Ivaí im 18. Jahrhundert. Die Familien besetzten dieses Gebiet und widmeten sich der Subsistenzlandwirtschaft.

### Einwanderung aus Europa im 19. Jahrhundert
Im Jahr 1850 erkundete eine brasilianische Expedition unter Führung von Einheimischen die Region, um neue Siedlungen zu gründen. Daraufhin begannen die ersten europäischen Einwanderer, vor allem Polen, Deutsche und Niederländer, sich in dem Gebiet niederzulassen. Sie gründeten die Kolonien Taió, Ivaí und Bom Jardim, die das Dorf Ipiranga bildeten. Dieses wurde 1894 zur vila erhoben und sein Gebiet vom Munizip Ponta Grossa abgetrennt.

### Colônia Federal de Ivay im 20. Jahrhundert
Die Colônia Federal de Ivay (deutsch: Bundeskolonie) wurde 1907 gegründet. Nach den Volkszählungsdaten von 1915 lebten in Ivay etwa 2560 Österreicher, 590 Russen, 471 Brasilianer, 84 Deutsche, 18 Niederländer und 5 Schweizer. Aus der Volkszählung von 1918 geht hervor, dass in der Bundeskolonie Ivay 3854 Personen lebten, darunter polnische und ukrainische Einwanderer aus Galizien, die sich jedoch als Österreicher, Deutsche oder Russen anmeldeten.

### Erhebung zum Munizip
Ivaí wurde durch das Staatsgesetz Nr. 4382 vom 10. Juni 1961 aus Ipiranga ausgegliedert und in den Rang eines Munizips erhoben. Das Datum der Installation als Munizip war der 3. Dezember 1961.

## Geografie

### Fläche und Lage
Ivaí liegt auf dem Segundo Planalto Paranaense (der Zweiten oder Ponta-Grossa-Hochebene von Paraná). Seine Fläche beträgt 608 km². Es liegt auf einer Höhe von 782 Metern.

### Geologie und Böden
Die Böden bestehen aus Ölschiefer.

### Vegetation
Das Biom von Ivaí ist Mata Atlântica.

### Klima
Das Klima ist gemäßigt warm. Es werden hohe Niederschlagsmengen verzeichnet (1604 mm pro Jahr). Die Klimaklassifikation nach Köppen und Geiger lautet Cfa. Im Jahresdurchschnitt liegt die Temperatur bei 18,7 °C.

### Gewässer
Ivaí liegt zu 70 % im Einzugsgebiet des Ivaí, die restlichen 30 % in dem des Tibají. Der Ivaí bildet zusammen mit seinem rechten Quellfluss Rio dos Patos die westliche Grenze des Munizips. Im Westen des Munizips  fließt der Rio dos Índios zum Ivaí und bildet für eta 18 km die Grenze zu Cândido de Abreu.  Die südliche Grenze wird vom Rio Lajeado gebildet, der dem Rio dos Patos von rechts zufließt.

### Straßen
Ivaí liegt an der PRC-487 von Ipiranga nach Cândido de Abreu.

### Nachbarmunizipien
| Cândido de Abreu | Reserva                                     | Tibagi   |
|                  | Kompassrose, die auf Nachbargemeinden zeigt | Ipiranga |
| Prudentópolis    | Guamiranga                                  | Imbituva |

## Stadtverwaltung
Bürgermeister: Idir Treviso, PSD (2021–2024)
Vizebürgermeister: Orli de Cristo, PL (2021–2024)

## Demografie

### Bevölkerungsentwicklung
| Jahr | Einwohner | Stadt | Land |
| ---- | --------- | ----- | ---- |
| 1970 | 10.107    | 10 %  | 90 % |
| 1980 | 10.505    | 17 %  | 83 % |
| 1991 | 11.454    | 26 %  | 74 % |
| 2000 | 11.899    | 31 %  | 69 % |
| 2010 | 12.815    | 36 %  | 64 % |
| 2022 | 13.229    |       |      |

Quelle: IBGE (2011) und Volkszählung 2022

### Ethnische Zusammensetzung
| Gruppe * | 1991    | 2000    | 2010    | wer sich als …                                                                   |
| --- | ------- | ------- | ------- | -------------------------------------------------------------------------------- |
| Weiße | 83,2 %  | 81,8 %  | 79,6 %  | weiß bezeichnet                                                                  |
| Schwarze | 2,6 %   | 3,2 %   | 4,5 %   | schwarz bezeichnet                                                               |
| Gelbe | 0,0 %   | 0,7 %   | 0,2 %   | von fernöstlicher Herkunft wie japanisch, chinesisch, koreanisch etc. bezeichnet |
| Braune | 14,1 %  | 13,2 %  | 15,8 %  | braun oder als Mischung aus mehreren Gruppen bezeichnet                          |
| Indigene | 0,0 %   | 0,1 %   | 0,0 %   | Ureinwohner oder Indio bezeichnet                                                |
| ohne Angabe | 0,0 %   | 1,0 %   | 0,0 %   |                                                                                  |
| Gesamt | 100,0 % | 100,0 % | 100,0 % |                                                                                  |
| *) Das IBGE verwendet für Volkszählungen ausschließlich diese fünf Gruppen. Es verzichtet bewusst auf Erläuterungen. Die Zugehörigkeit wird vom Einwohner selbst festgelegt. |         |         |         |                                                                                  |

Quelle: IBGE (Stand: 1991, 2000 und 2010)

## Wirtschaft
Die Wirtschaft von Ivaí basiert derzeit auf dem Primärsektor mit Schwerpunkt auf Landwirtschaft und Viehzucht.
Die Gewinnung von Herva Mate ist ein bedeutender Wirtschaftszweig, der eine der wichtigsten Einnahmequellen von Ivaí darstellt.